# 유럽 고속도로 16호선
유럽 고속도로 16호선은 영국 데리에서 출발, 북해를 건너 노르웨이를 지나 스웨덴의 예블레까지 이어주는 총 연장 1,180km의 거리를 가진 유럽 고속도로 노선망이자 국제 E-road 네트워크망이다. 그러나 이 고속도로는 영국의 북아일랜드, 스코틀랜드를 필두로 하여 북해를 건너 노르웨이와 스웨덴을 주로 경유하고 있으며, 주요 경유지로는 벨파스트, 글래스고우, 에든버러를 거쳐 노르웨이까지는 페리로 연결되며, 페리를 통해 노르웨이의 베르겐, 보스를 각각 경유한 후 구드반가 터널과 레르달 터널을 각각 지나간 다음 재차 레르달을 통과한 뒤 다시 파게르네스, 회네포스, 가르데르모엔, 콩스빙에르 등을 주요 경유지로 삼는다. 또한 스웨덴의 주요 경유지로는 말룬그, 팔룬 등이 있으며 최종 목적지이자 도착지인 예블레까지 이어준다.

## 갤러리

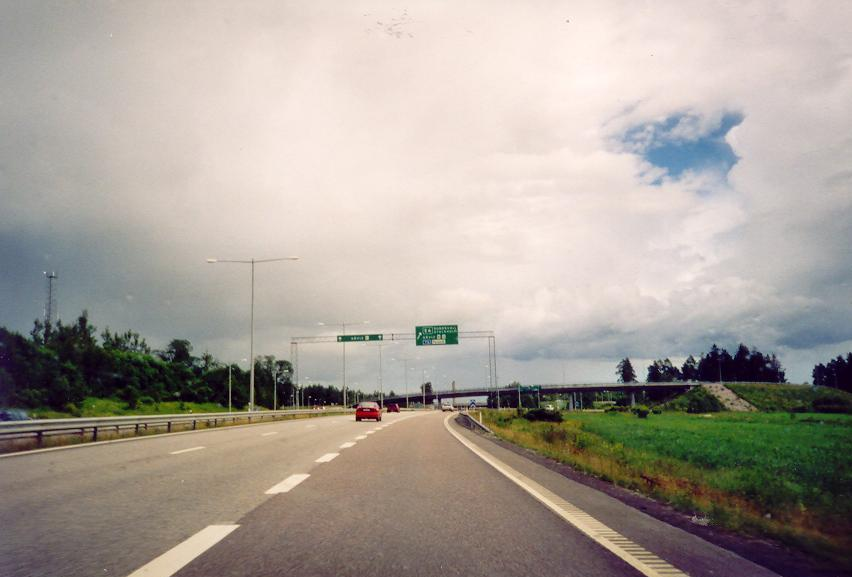
예블레를 지나가고 있는 E16 고속도로.
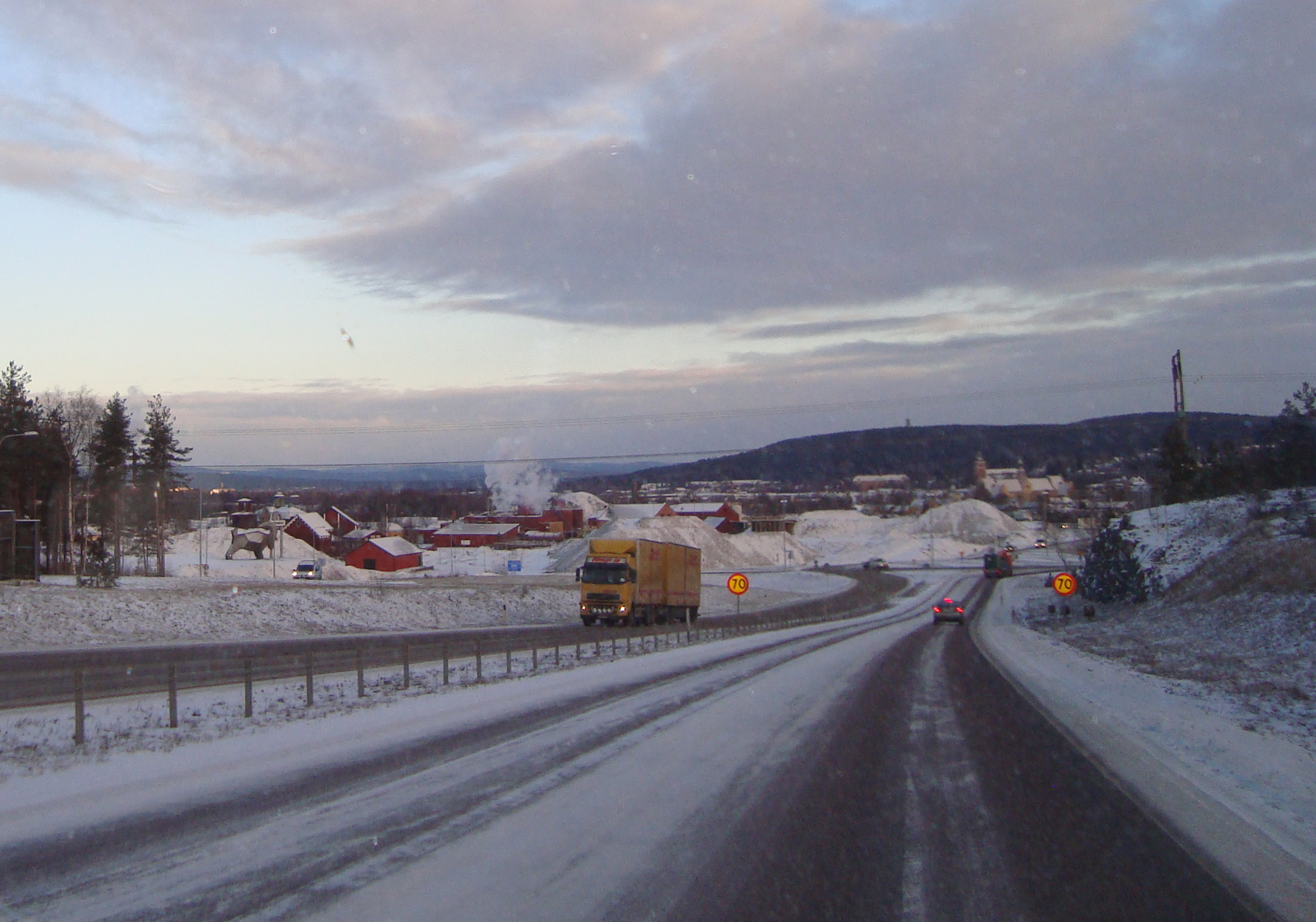
스웨덴의 팔룬을 거쳐서 가는 E16 고속도로
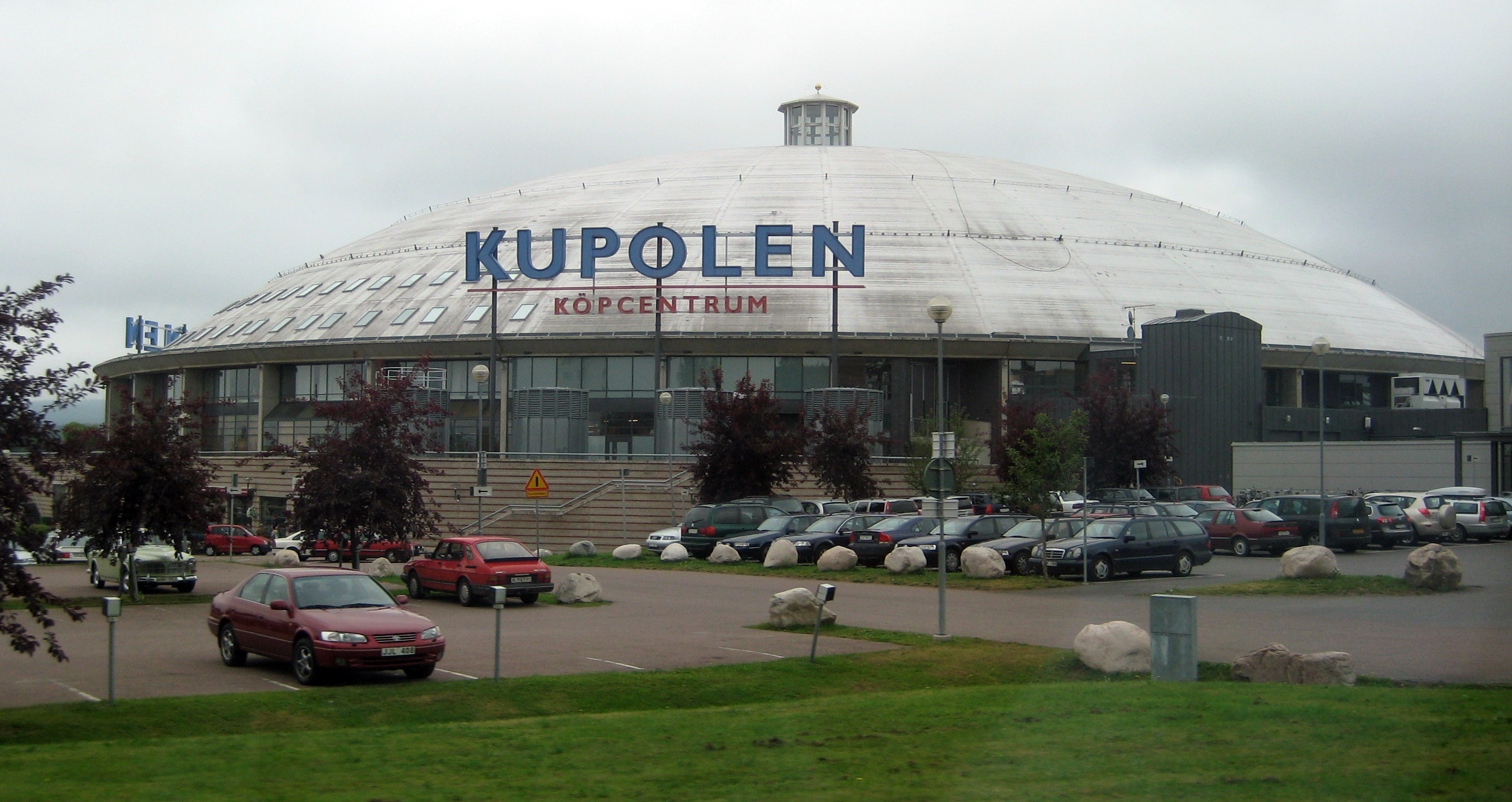
볼렝에에 위치하고 있는 상점가인 쿠폴렌 쇼핑센터 전경.
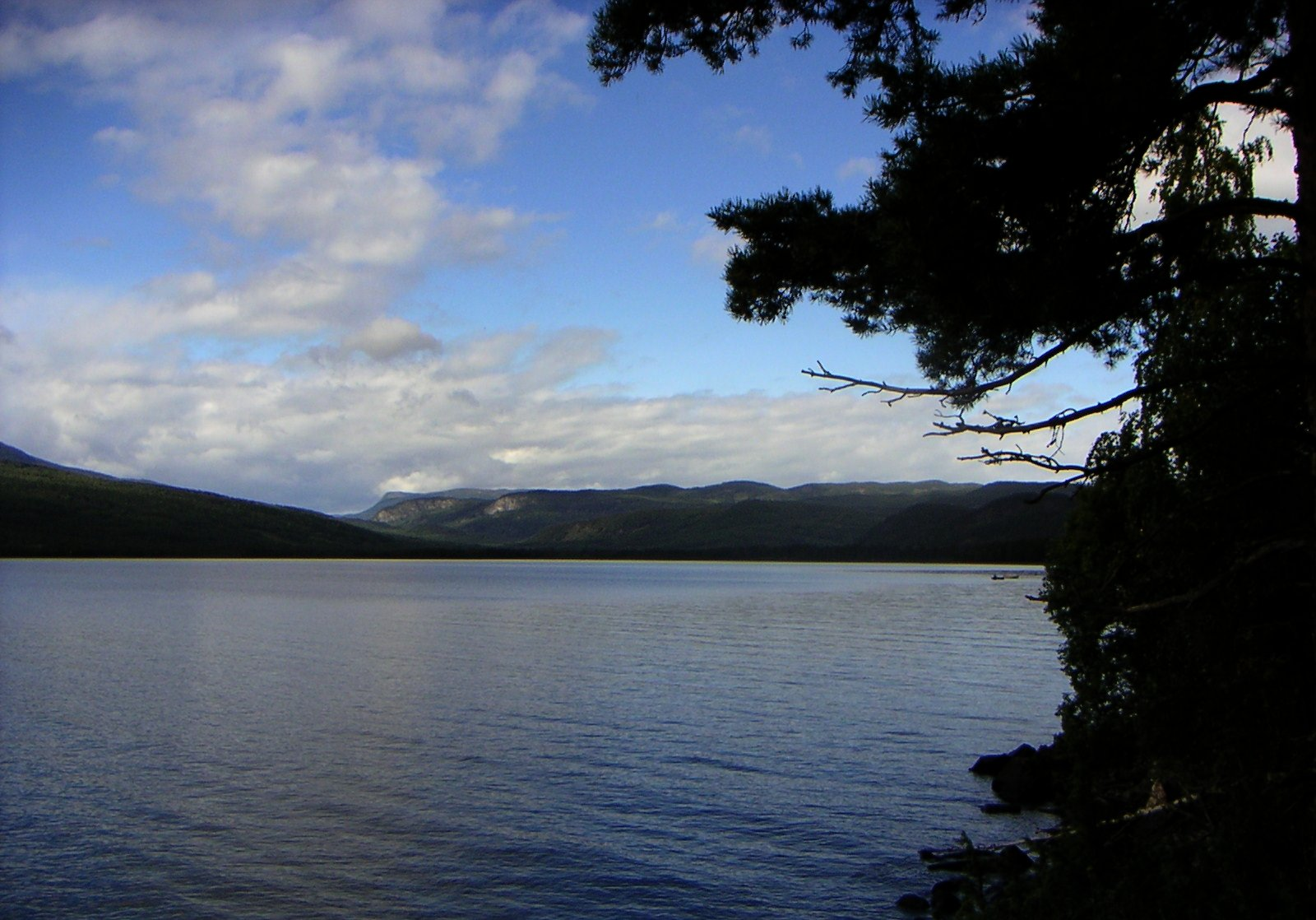
스페릴렌(영어판)을 드넓게 경치를 볼 수 있는 호수의 모습
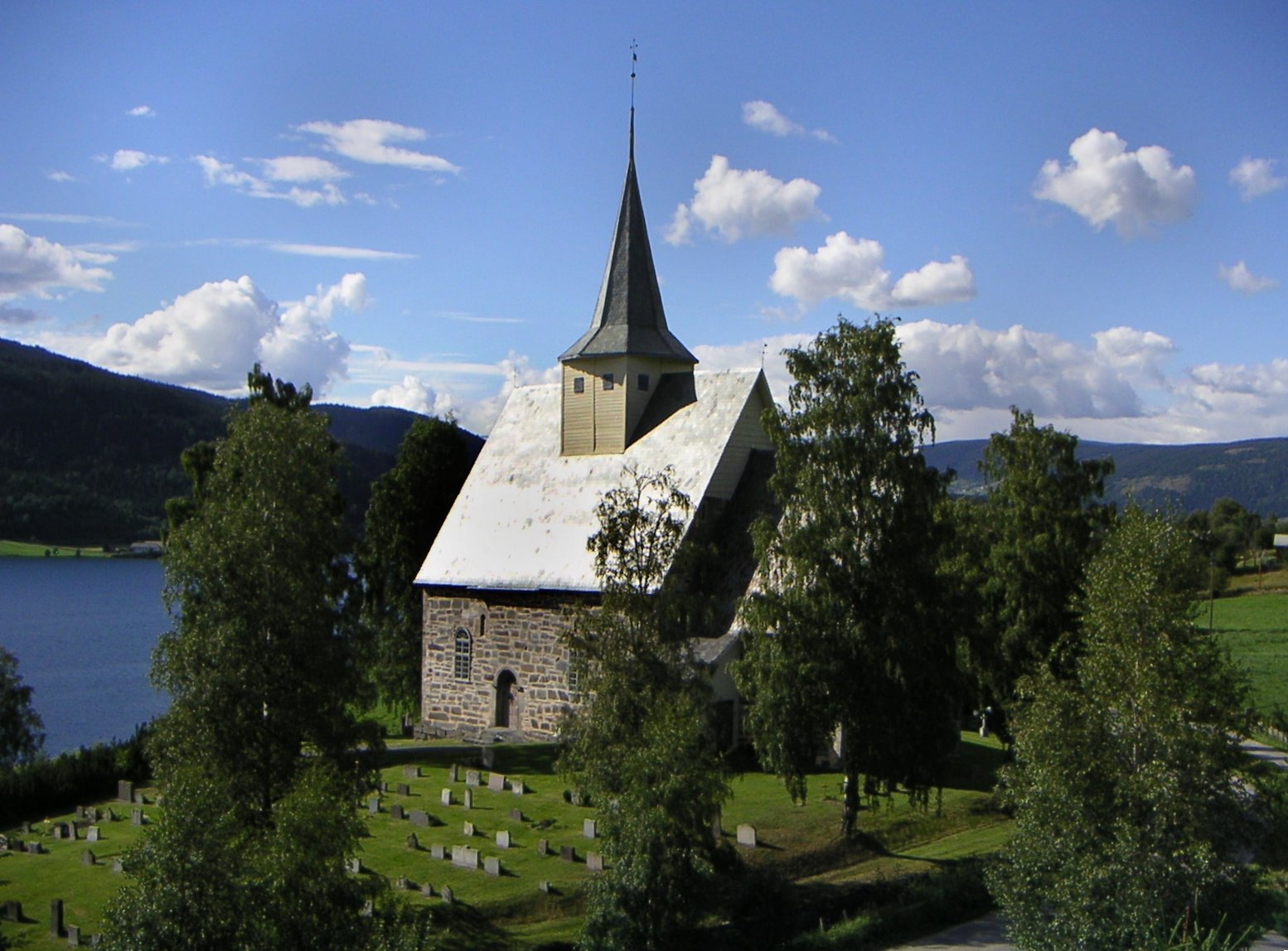
스리드레도멘(영어판)에 위치하고 있는 중세 시대 때 석조 건축물로 지어진 교회의 모습
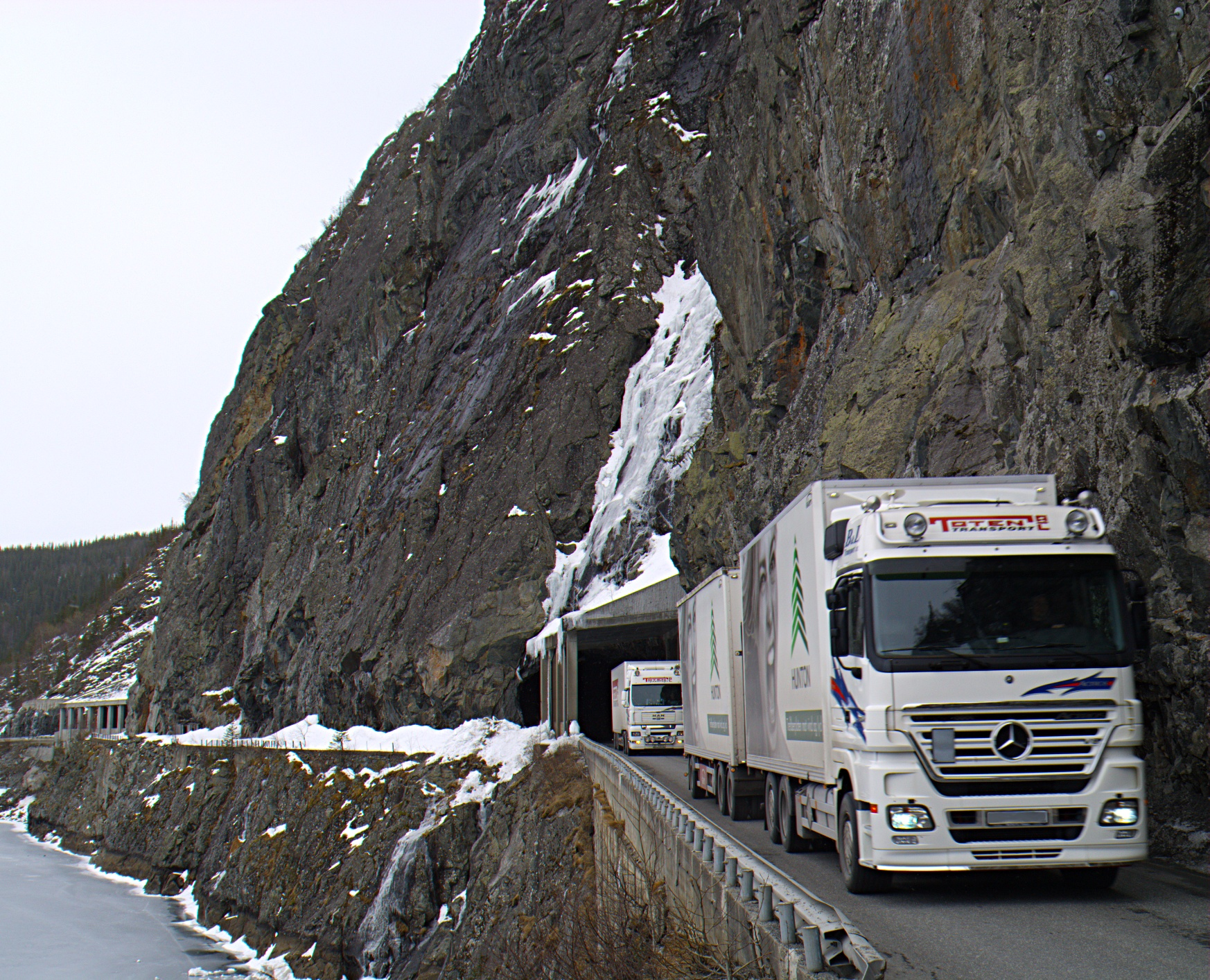
크밤스크리브 터널과 함께 en:Vangsmjøse의 호수와 산을 한눈에 바라보는 경치
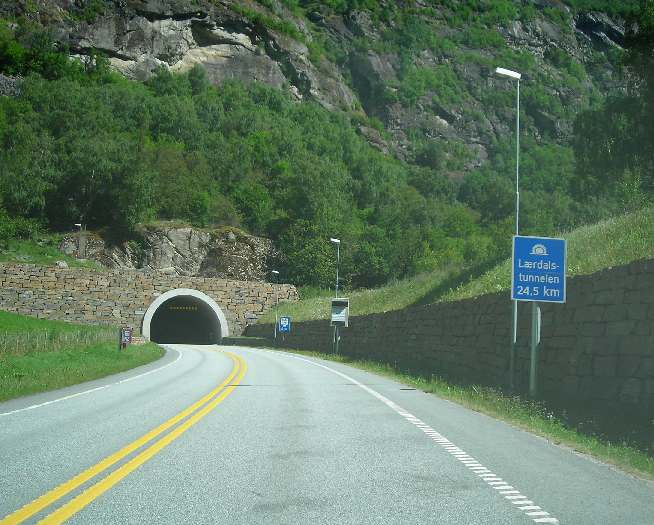
세계에서 가장 긴 도로 터널이기도 하는 레르달 터널의 전경. 총 연장은 24.5 km인 것으로 드러남. 한국에서 가장 긴 도로 터널인 인제양양터널의 두배도 넘는 전장을 가지고 있다.
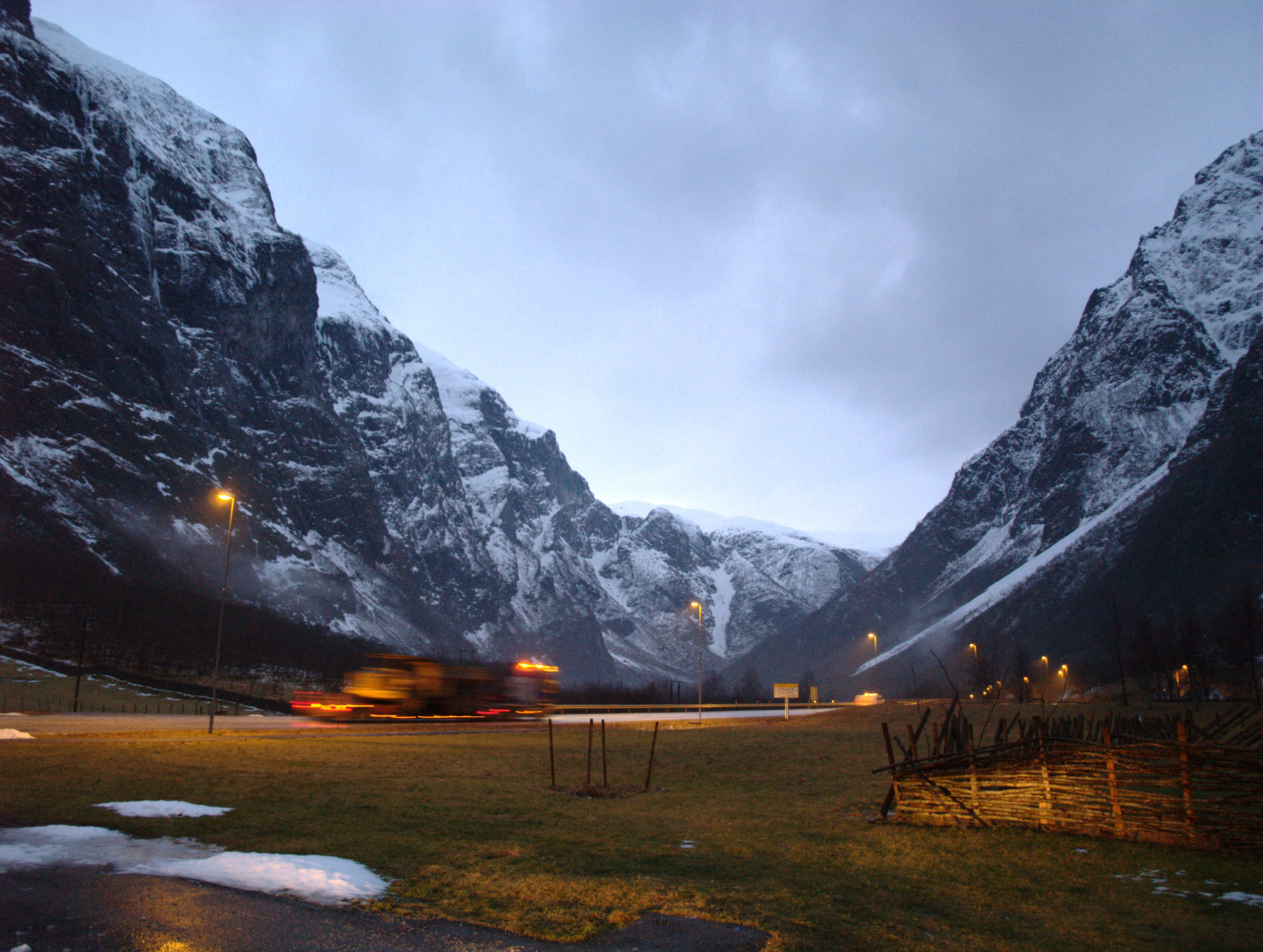
아울란드 계곡 전경.
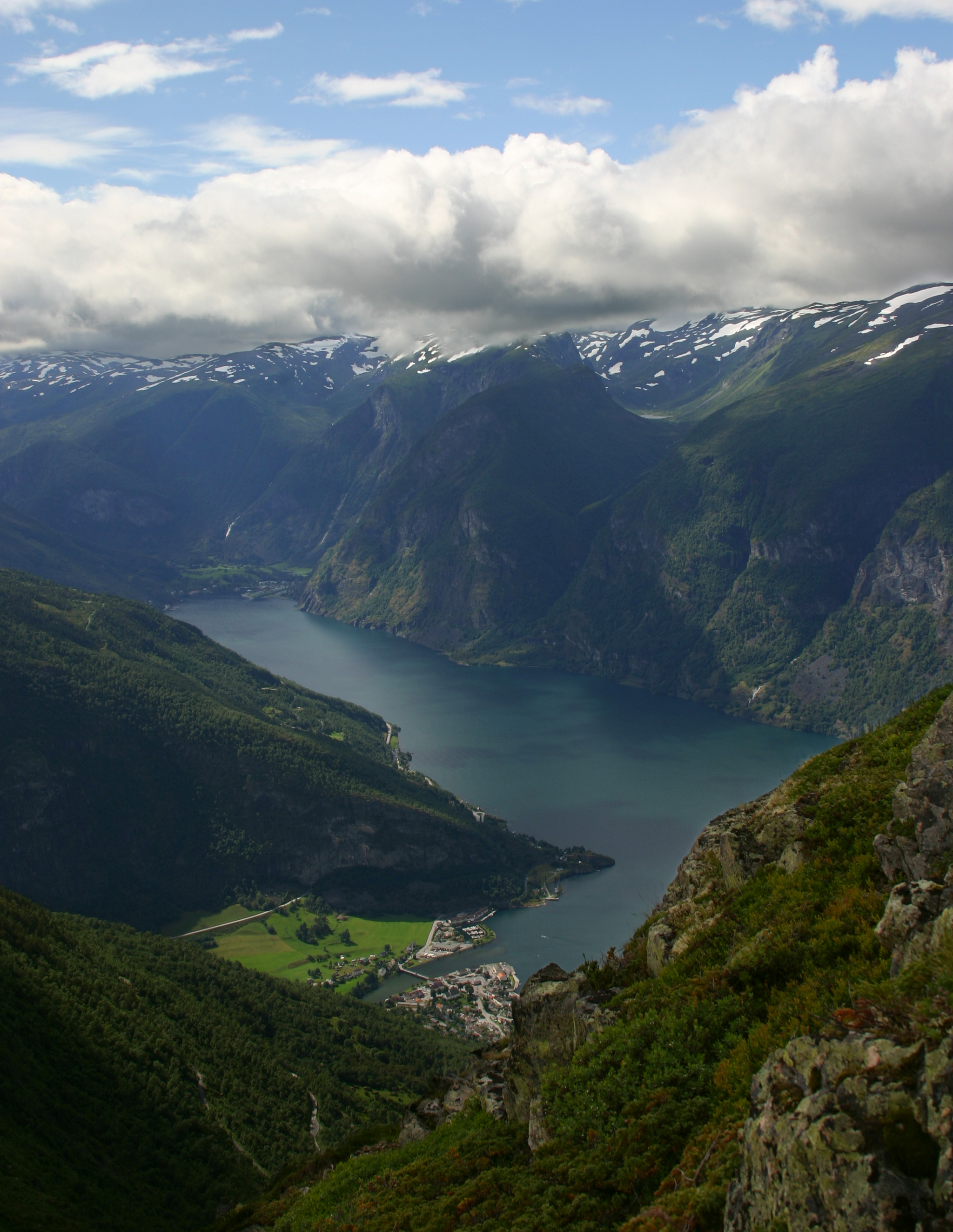
플롬의 가장 안쪽에서 바라 본 에울란피오르의 전경.
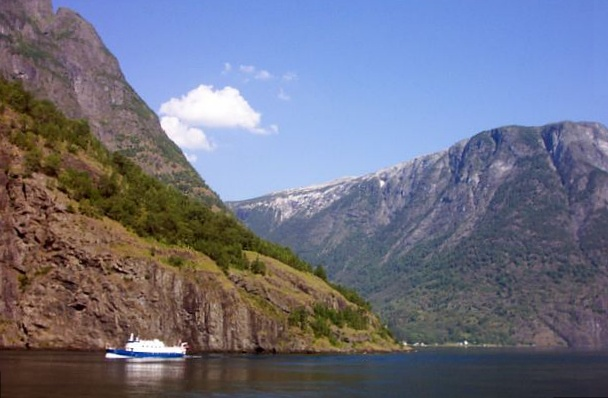
네로이피요르드(영어판)가 세계유산의 목록에 등재된 상태인 것으로 보임.
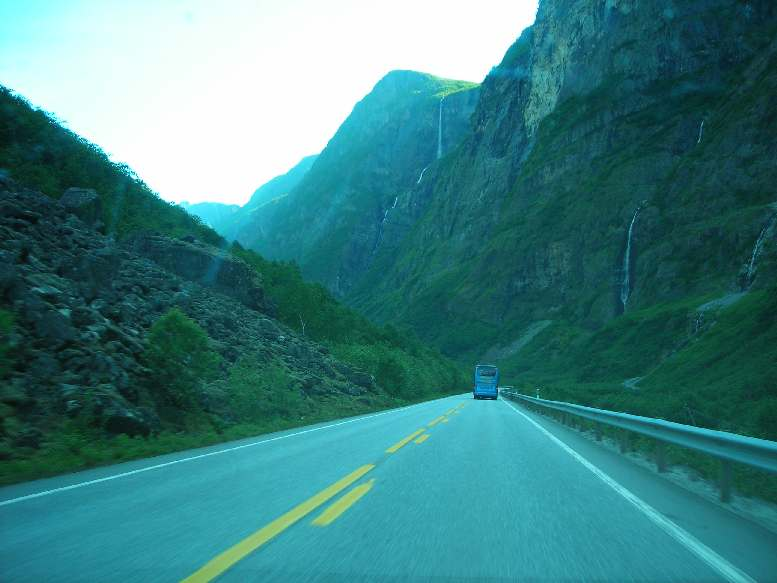
노르웨이 구드방엔 부근을 지나가고 있는 E16 고속도로의 모습
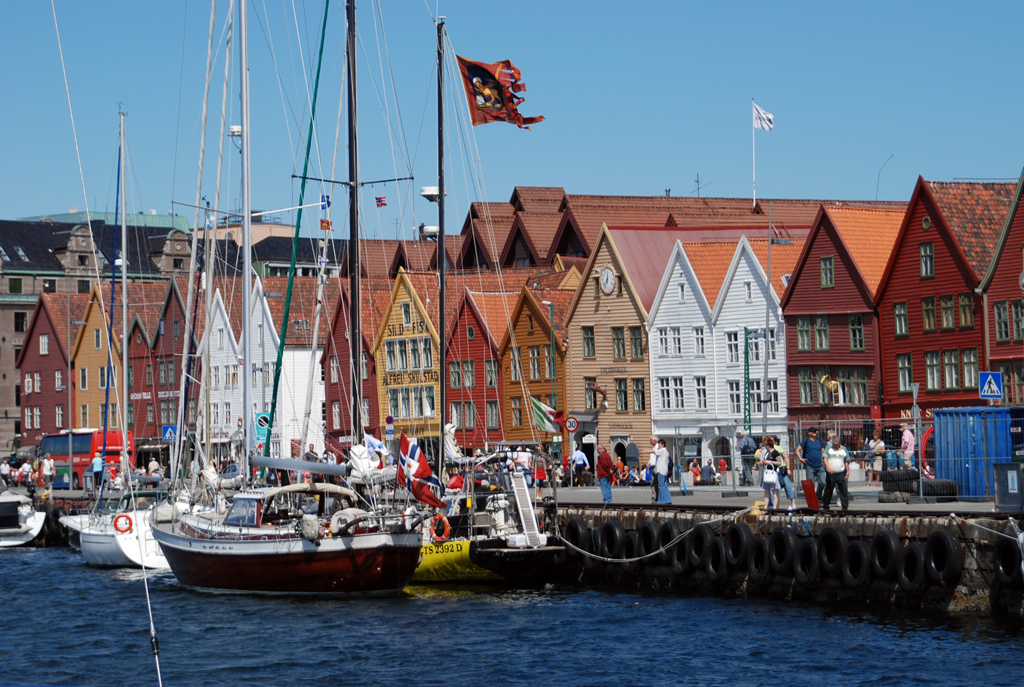
베르겐 안에 위치하고 있는 브뤼겐
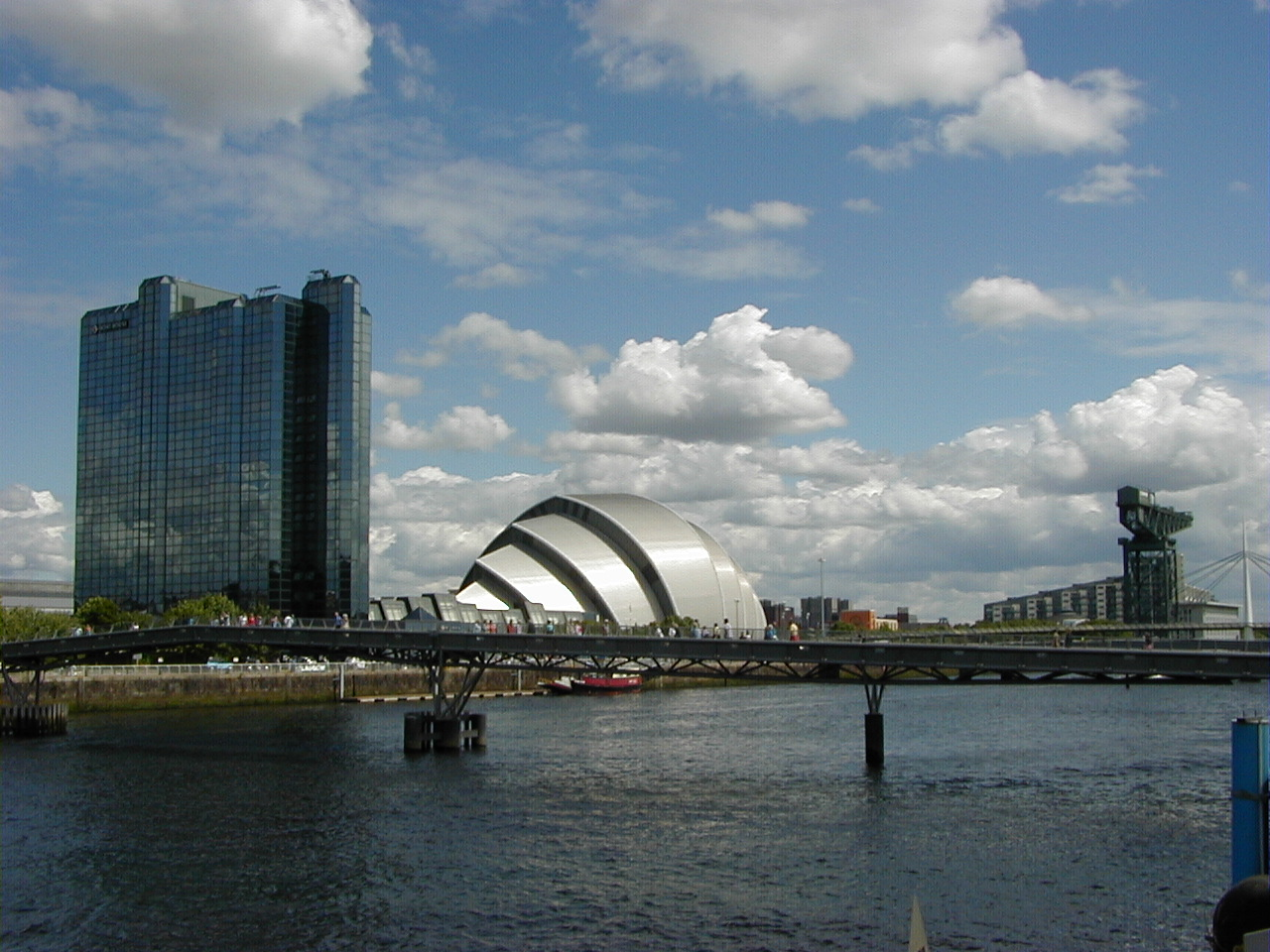
글래스고 안에 있는 강인 클라이드강의 전경.
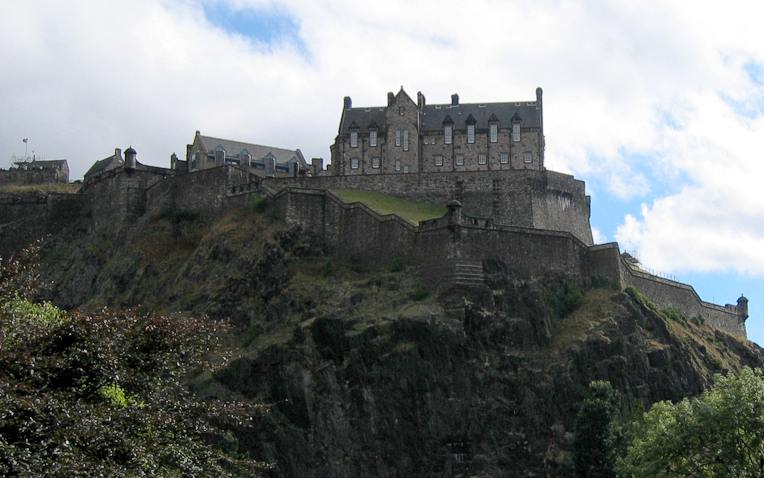
에든버러에 위치한 오래된 성곽
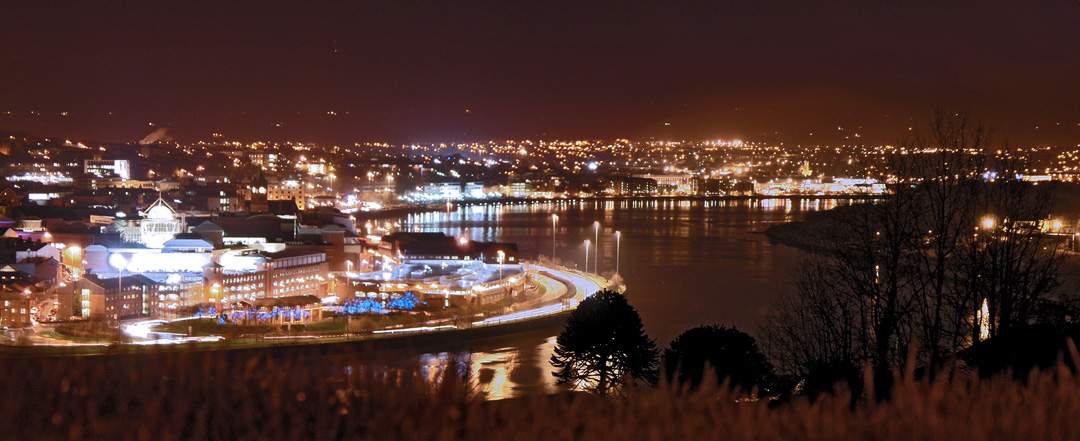
데리에 흐르고 있는 포일강 전경.